# Dycoderus picturatus
Dycoderus picturatus är en insektsart som beskrevs av Philip Reese Uhler 1901. Dycoderus picturatus ingår i släktet Dycoderus och familjen Oxycarenidae. Inga underarter finns listade i Catalogue of Life.